# Oszkukowo
Oszkukowo (ros. Ошкуково) – wieś (sieło) w Rosji, w obwodzie swierdłowskim, w rejonie tugułymskim. W 2010 liczyła 706 mieszkańców.